# کلبسیلا پنومونیه
کلبسیلا پنومونیه (نام علمی: Klebsiella pneumoniae) یکی از باکتری‌های بیماریزا است. این باکتری گرم منفی، غیرمتحرک، دارای پوشینه، تخمیرکننده لاکتوز، بی‌هوازی اختیاری و میله‌ای شکل است.

## بیماریزایی
این باکتری اگرچه در گیاگان نرمال دهان، پوست و روده یافت می‌شود ولی درصورت آسپیراسیون می‌تواند موجب سینه‌پهلو خطرناکی شود. سینه‌پهلو کلبسیلایی به‌ویژه در افراد الکلی، بستری در بیمارستان و افراد داری ضعف ایمنی مانند مبتلایان به ایدز دیده می‌شود.

## سطح ضدباکتریایی آلیاژهای مس
با آزمایش‌های بسیار، نشان داده شده‌است که سطح مس و آلیاژهای آن، باکتری کلبسیلا پنومونیه را در کمتر از ۲ ساعت از زمان آلودگی نابود می‌کند. این نتایج، نویدبخش غلبه بر عفونت‌های بیمارستانی است. استفاده از مس در قسمت‌های فلزی تخت و میز بیمار، شیرآلات و دستگیره درها، سینی، سینک و غیرو، به ویژه در بخش مراقبت‌های ویژه بیمارستان‌ها، سبب کاهش انتقال باکتری به دیگر افراد خواهد شد.